# 滕元公
滕元公（？—？），名宏，中國戰國時代滕國的國君，為滕文公之子。史書記載，滕國在戰國時期被宋康王所滅，他可能是亡國之君。
| 前任： 滕文公 | 戰國滕國君主 ？─？ | 繼任： 無 |

## 參看
- 滕國